# العاكرة (عبس)

تعديل مصدري - تعديل

العاكرة هي إحدى قرى عزلة بني عضابي بمديرية عبس التابعة لمحافظة حجة، بلغ تعداد سكانها 211 نسمة حسب تعداد اليمن لعام 2004.